# Oslo Law Review
Oslo Law Review är en norsk akademisk juridisk tidskrift, som publicerar artiklar på engelska. Tidskriften startades 2014, och förebilden är Oxford Journal of Legal Studies. Tidskriften ges ut av Juridiska fakulteten vid Universitetet i Oslo. Redaktörer är professorene Lee A. Bygrave och Vibeke Blaker Strand.